# Юнацька збірна Норвегії з футболу (U-18)
Збірна Норвегії з футболу до 18 років — це команда норвезьких футболістів у віковій групі до 18 років. Збірна представляє Норвезьку футбольну асоціацію на міжнародному рівні та тривалий час бере участь у відповідних міжнародних змаганнях, таких як Юнацький чемпіонат Європи з футболу (U-18). Після того, як у 2002 році УЄФА підвищив віковий ценз до 19 років, відтоді в якості підготовки до національної збірної U-19 проводилися лише товариські матчі молодшої вікової групи.

## Історія
Збірна Норвегії U-18 вперше взяла участь у юнацькому турнірі УЄФА в 1970 році, але не змогла потрапити у вищу групу. Починаючи з 1981 року команда U-18 регулярно брала участь у кваліфікації на чемпіонат Європи U-18. Вона вперше кваліфікувалася до фінального раунду на турнірі 1988 року, де потрапила на молодіжний чемпіонат світу 1989 року через ігри плей-офф. Найбільшим успіхом стало третє місце у фінальній частині чемпіонату Європи 1992 року, де збірна перемогла в матчі за бронзову медаль проти Англії по пенальті.